# Rezerwat przyrody Dzierżenińska Kępa
Rezerwat przyrody Dzierżenińska Kępa – faunistyczny rezerwat przyrody utworzony w 1991 r. w pobliżu miejscowości Dzierżenin na terenie gminy Pokrzywnica w powiecie pułtuskim. Jest położony w otulinie Nadbużańskiego Parku Krajobrazowego.
Celem ochrony jest zachowanie miejsc lęgowych ptaków wodnych. 
Rezerwat obejmuje w całości teren wyspy rzecznej, która ze względu na położenie w szerokim nurcie Narwi stanowi dogodne miejsce gniazdowania mewy śmieszki, rybitwy rzecznej i czarnej (jedna z największych kolonii lęgowych w kraju), łabędzia niemego, brodźca piskliwego, krwawodzioba, kilku gatunków kaczek i innych.